# Rozgonyi János
Rozgonyi János (? – ?, 1471) országbíró

## Életpályája
Rozgonyi János tárnokmester fia volt. 1449–1456-ban macsói bán volt Újlaki Miklóssal, 1450–1460 között erdélyi vajda, 1459–1470-ben tárnokmester.
1458-ban, mint erdélyi vajda egy perirat szerint Borbála nevű nejével ellentmondott György, János és Jób fiaival a Timáryak donációjának.[forrás?] Nejétől született gyermekei: VI. István, II. György, VI. János, Cecili és Jób voltak, kik közül csak VI. Istvánnak maradtak gyermekei.
1471-ben országbíró lett, de még ugyanebben az évben elhunyt.
Hunyadi Jánossal harcolt a török ellen, 1453-ban Csókakő uradalmát (Fejér vármegye) kapta. V. László uralkodása alatt a Hunyadiak ellen fordult, javasolta Mátyás és László elfogatását, de később Mátyás uralkodása idején többször járt követségben: 1460-ban Vetési Alberttel együtt Frigyes császár megbízottjaival Olmützben, 1461-ben Csáky I. Ferenccel együtt Mátyás és Podjebrád Katalin házassága ügyében tárgyalt, 1464-ben Janus Pannoniusszal II. Pál pápánál, 1470-ben pedig III. Frigyes császárnál volt követ.